# Sixto Pineda
Sixto Pineda (San Miguel, alcaldía mayor de San Salvador, Capitanía General de Guatemala c. 1770s - San Miguel, estado del Salvador julio de 1857) fue un licenciado en derecho que ejerció como diputado vocal de la diputación provincial de San Salvador (que luego se erigió en junta gubernativa, al declarar a la provincia independiente de Guatemala debido a la anexión al primer imperio Mexicano), diputado al congreso constituyente del estado del Salvador en 1824, diputado y senador en varias legislaturas de ese estado luego de la disolución de la federación.

## Biografía
Sixto Pineda nació en San Miguel, alcaldía mayor de San Salvador, Capitanía General de Guatemala por la década de 1770s. Se trasladaría a la ciudad de Guatemala, donde estudiaría licenciatura en derecho en la universidad de San Carlos. Posteriormente, se radicaría por negocios en Ciudad Real (intendencia de Chiapas); pero, debido a la guerra de independencia del virreinato de Nueva España, retornaría a San Miguel.
El 11 de noviembre de 1821 resultaría electo como diputado vocal de la diputación de la provincia de San Salvador, que estaba bajo el mando del presbítero José Matías Delgado; más adelante, el 11 de enero de 1822, junto con los demás miembros (y debido a la anexión de Guatemala al primer imperio mexicano), declararía a la provincia independiente de Guatemala, a la vez que la diputación se convertiría en junta gubernativa.
En 1824, resultaría electo como diputado por San Miguel para el congreso constituyente del estado del Salvador (en la República Federal de Centroamérica), en el que ejercería como vicepresidente y secretario de dicho congreso.
Sería electo diputado a las legislaturas de 1834, 1837 y 1840; y sería diputado suplente en el congreso constituyente de 1840 a 1841 (que redactó la constitución con la que el estado salvadoreño aceptaba la disolución de la república federal), en sustitución de Juan José Guzmán que había sido diputado electo por San Miguel.
Sería electo senador para la legislatura del año de 1841. Más adelante, a fines de octubre de ese año, debido a las constantes intervenciones de la asamblea por el comandante de las armas general Francisco Malespín y que el presidente Juan Lindo no ponía solución a esa situación, desconocería la autoridad del presidente Lindo, y apoyaría la iniciativa del coronel Nicolás Angulo de proclamar como presidente al general Nicolás Espinoza; por lo que el 6 de noviembre el presidente Juan Lindo ordenaría a la fuerza armada que lo aprisionara junto con los senadores Gregorio Pinto y Miguel Montoya, y los diputados José Santiago Milla, Lucas Resuleu, Higinio Pinto, y Francisco Zaldaña. Siendo reducidos a prisión y posteriormente exiliados hacia México.
Junto con los demás expulsados por el presidente Lindo, sería acogido por el gobierno guatemalteco, donde conformarían un gobierno en el éxilio teniendo como presidente a Miguel Montoya y como comandante militar a Manuel Cardona, para así derrocar al presidente Juan Lindo. Posteriormente, debido a la derrota de Cardona en Quezaltepeque (en el departamento guatemalteco de Chiquimula) el 8 de marzo de 1842, se reorganizarían al mes siguiente en Esquipulas, nombrando como presidente a Gregorio Pinto y como suplente a Miguel Montoya; quien, debido a los problemas que podría ocasionar el retorno de Francisco Morazán, ayudaría a disolver ese gobierno para superar las discordias y consolidar al régimen salvadoreño.
Debido a que Malespín continuaba como comandante de las armas y luego asumiría como presidente, se mantendría en el éxilio hasta la caída del gobierno de este en 1845, cuando regresaría a El Salvador. En junio de 1847 sería nombrado delegado a la dieta de Nacaome, que era un intento de restablecer la unión Centroamericana por parte de El Salvador, Honduras y Nicaragua.
Ejercería como senador en los años de 1848 y 1849. Fallecería en San Miguel en julio de 1857, debido a la peste regional de cólera de ese año.